# Аеродром Тонг
Аеродром Тонг (: ) је ваздухопловно пристаниште код града Тонг у вилајету Џонглеј у Јужном Судану. Смештен је на 431 метар надморске висине и има полетно-слетну стазу дужине 914 метара.